# What Price Glory? (1952)
What Price Glory? is een Amerikaanse filmkomedie uit 1952 onder regie van John Ford. Het scenario is gebaseerd op het gelijknamige toneelstuk uit 1924 van de Amerikaanse auteurs Maxwell Anderson en Laurence Stallings.

## Verhaal
De Amerikaanse officieren Quirt en Flagg zijn elkaars rivalen in de liefde. Tijdens de Eerste Wereldoorlog zijn ze in Frankrijk gelegerd en dingen ze naar de hand van Charmaine.

## Rolverdeling
| Acteur           | Personage         |
| ---------------- | ----------------- |
| James Cagney     | Kapitein Flagg    |
| Corinne Calvet   | Charmaine         |
| Dan Dailey       | Sergeant Quirt    |
| William Demarest | Korporaal Kiper   |
| Craig Hill       | Luitenant Aldrich |
| Robert Wagner    | Soldaat Lewisohn  |
| Marisa Pavan     | Nicole Bouchard   |
| Max Showalter    | Luitenant Moore   |
| James Gleason    | Generaal Cokely   |
| Wally Vernon     | Lipinsky          |
| Henri Letondal   | Cognac Pete       |